# Riaño, Tây Ban Nha

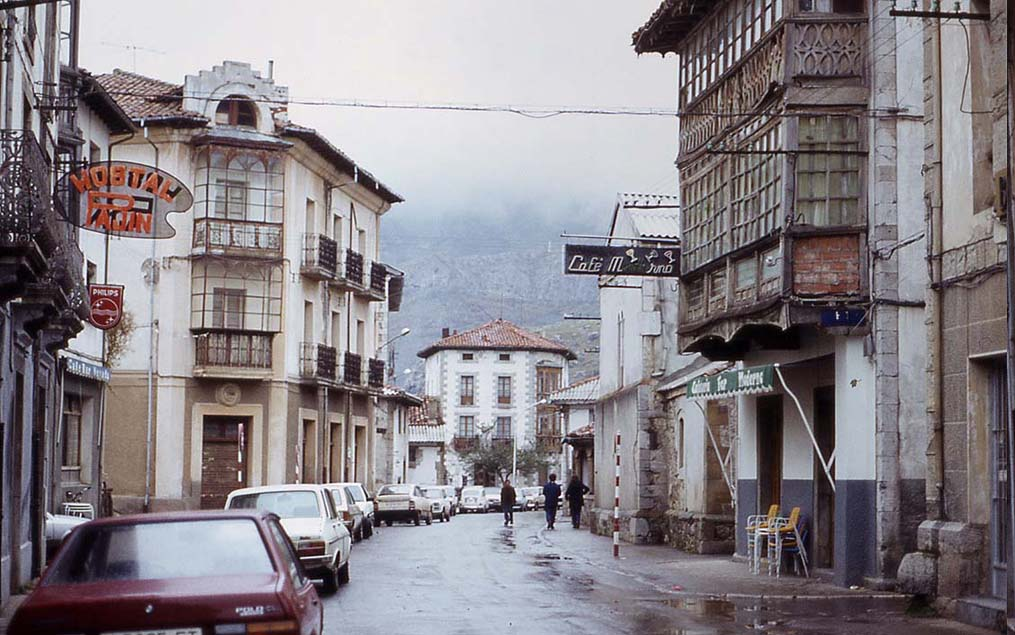
Thành phố cũ trước khi bị ngập lụt.

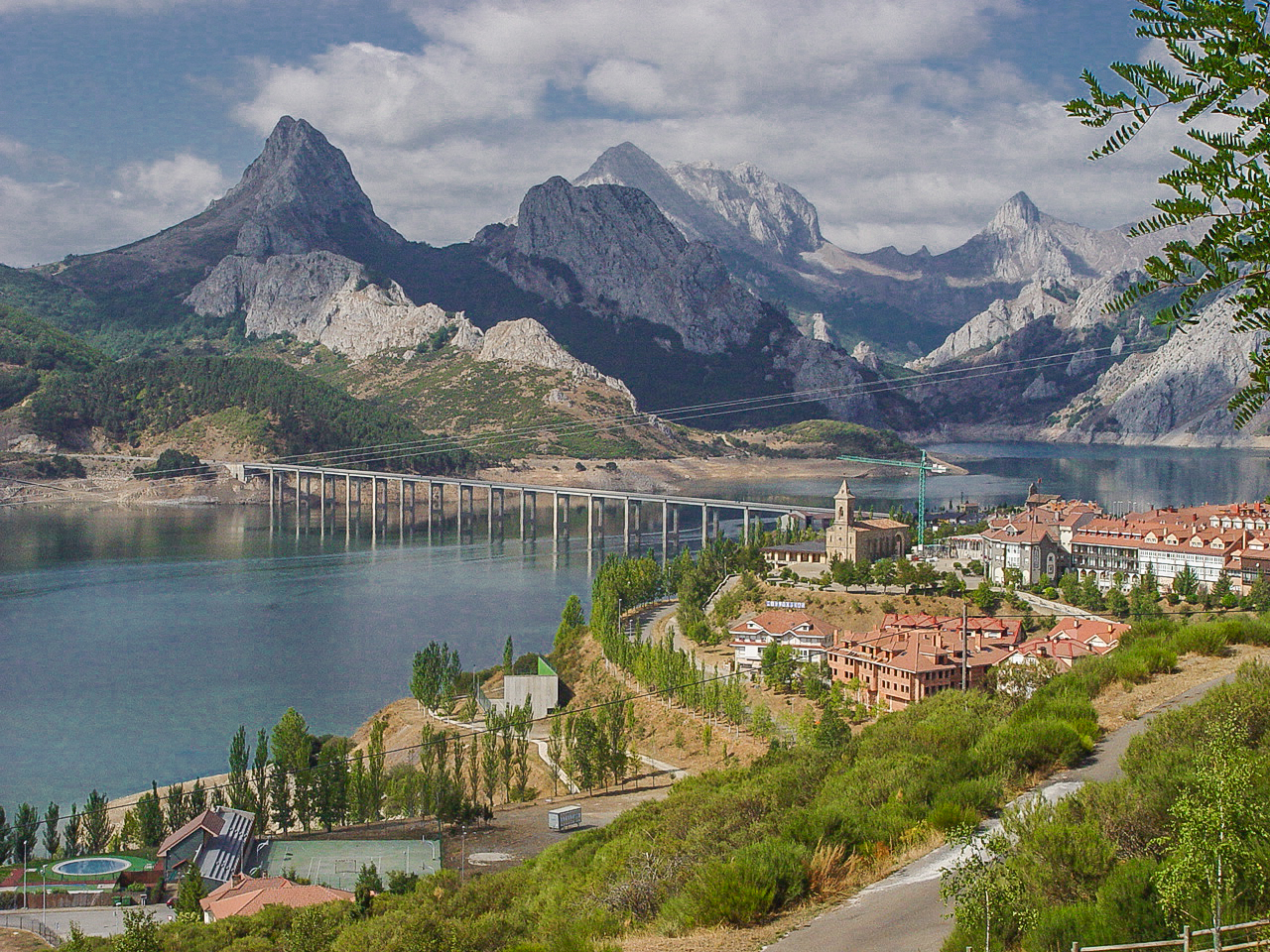
Thành phố mới.

Riaño là một đô thị trong tỉnh León, Castile và León, Tây Ban Nha. 
Đô thị này có diện tích 97,63 km2, nằm ở khu vực có độ ca 1131 mét trên mực nước biển.